# بورش 944
بورش 944 هي سيارة كوبيه رياضية خلفية الدفع من صناعة بورشه أنتجت في 1982 وتوقف إنتاجها في 1991. تم تجميعها في نيكارسولم. كانت مُتاحة كسيارة كوبيه ثنائية الأبواب أو مكشوفة.